# Prágai Állami Operaház
A Prágai Állami Operaház (csehül: Státní opera Praha, rövidítve SoP) operaház Prágában, Csehország fővárosában. A prágai Nemzeti Színház része, amelyet a Cseh Kulturális Minisztérium alapított 1992-ben. Maga a színház eredetileg 1888-ban Új Német Színházként nyílt meg, és 1949 és 1989 között Smetana Színház néven volt ismert. Újabban Prágai Állami Operaháznak hívják. Jelenleg évente körülbelül 300 előadásnak ad otthont.

## Története

### Új Német Színház

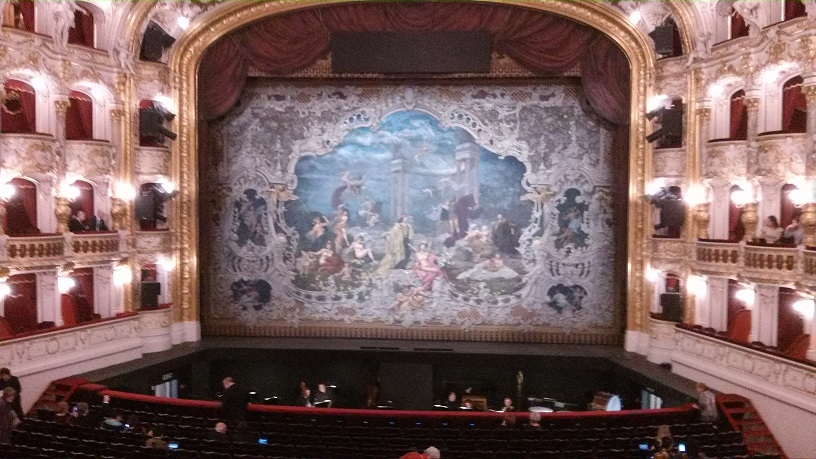
Az eredeti függönynek a 2017 és 2019 közötti felújítás során készült másolata

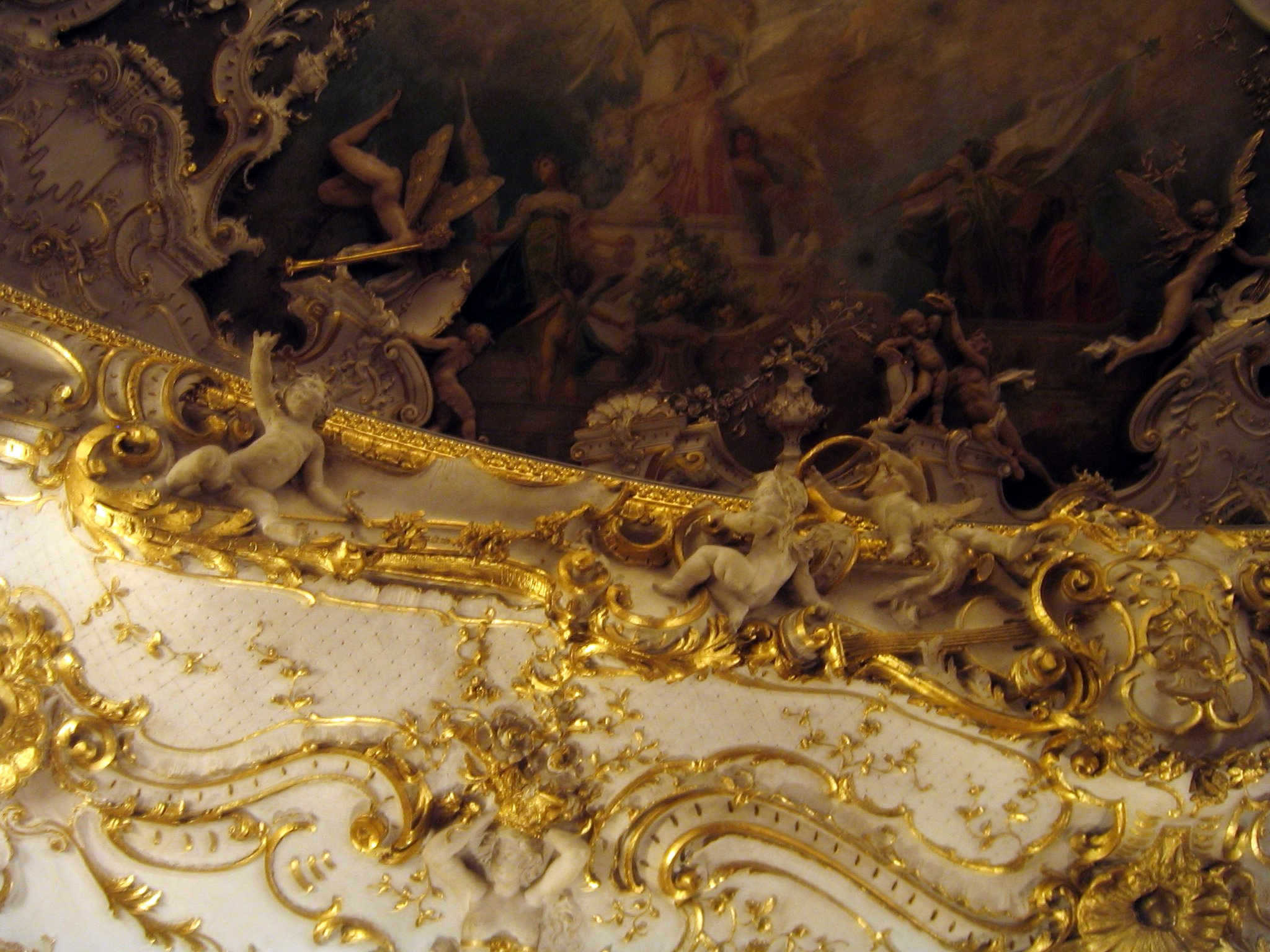
Mennyezet (részlet)

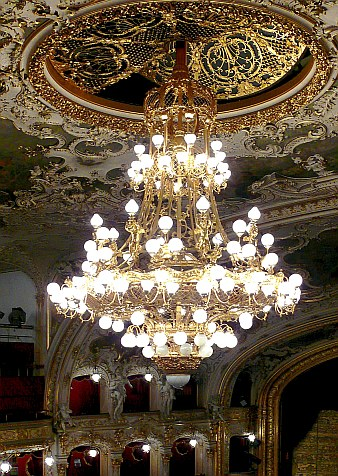
A nagycsillár

A jelenleg Prágai Állami Operaház néven ismert színház története a 19. század végére nyúlik vissza. Bár gyakran háttérbe szorul a prágai Nemzeti Színház mellett, a társulatnak megvan a maga sajátos története. A nagyszerű Cseh Színház, a Nemzeti Színház születése 1883-ban közvetve vágyat ébresztett a prágai német közösségben egy saját német ajkú operaház iránt. Abban az időben Csehország az Osztrák–Magyar Monarchia része volt, és Prágában nagyszámú német kisebbség élt. 1883. február 4-én megalakult a Deutscher Theaterverein azzal a céllal, hogy pénzt gyűjtsön az új színház megépítéséhez. A terveket a neves bécsi Fellner és Helmer építésziroda, valamint Carl von Hasenauer, a bécsi Burgtheater építésze készítette. Az így létrejött Neues deutsches Theater (Új Német Színház) Alfons Wertmüller prágai építész tervei alapján készült el 20 hónap alatt. A tágas nézőterével és neorokokó díszítésével a színház Európa egyik legszebbje volt.
Az előadások 1888. január 5-én kezdődtek Richard Wagner A nürnbergi mesterdalnokok című operájával. Az első igazgató Angelo Neumann lett, aki kiváló zenészeket hívott a színházba és magas művészi színvonalat állított fel, s így a színház hamarosan nemzetközi elismertségre tett szert. Neumann utódai Heinrich Teweles, Leopold Kramer, Robert Volkner, Paul Eger és Pavel Ludikar voltak. A színházzal az első időszakban kapcsolatban álló művészek közé tartozott Kurt Adler (karmester), Alexander von Zemlinsky, Széll György, Erich Kleiber, Otto Klemperer, Alfred Piccaver, Hans Hotter, Kurt Baum és Wilhelm Elsner. A vendégművészek között volt Nellie Melba, Enrico Caruso, Emma Calvé, Lilli Lehmann, Selma Kurz, Maria Jeritza, Richard Tauber és Leo Slezak.

### Náci korszak
Az 1930-as években az egyre növekvő náci fenyegetés idején a prágai Új Német Színház a demokrácia bástyái közé tartozott, és menedékként szolgált a Németországból menekülő művészek számára. A müncheni egyezmény aláírása előtti politikai fejlemények és pénzügyi problémák arra késztették a Német Színházi Szövetséget, hogy 1938 szeptemberében bezárják a színházat.
A csehszlovák állam kifejezte érdeklődését az épület iránt, de Csehszlovákia 1939. március 15-i náci megszállása és a Cseh–Morva Protektorátus létrejötte meghiúsította terveit. A megszállást követően Deutsches Opernhaus (Német Operaház) néven a színház a náci párt politikai gyűléseinek, valamint a birodalmi együttesek alkalmi vendégelőadásainak adott otthont.

### Május 5. Színház
1945 májusában jelentős változás történt a náci vezetésű kormány bukását követően. Alois Hába, Václav Kašlík és Antonín Kurš vezetésével cseh művészek csoportja megalapította a Május 5. Színházat az egykori Német Operaházban. A színház először lett a cseh, nem pedig a német opera otthona. Az első előadás Bedřich Smetana A brandenburgiak Csehországban című művének bemutatója volt 1945. szeptember 4-én. Az új társulat művészeti programja egy avantgárd színház létrehozására törekedett, amely a konzervatívabb Nemzeti Színház alternatívájaként szolgált. Jacques Offenbach Hoffmann meséi című operáját 1946. augusztus 29-én mutatták be, majd ezt követte a korábban változatlan formában előadott Bedřich Smetana Az eladott menyasszony című művének nem hagyományos színrevitele. Később Alois Hába Anya című és Szergej Prokofjev Eljegyzés a kolostorban című operái is színre kerültek. A színház úttörő produkciói felkeltették a közönség és a média figyelmét, ideértve a külföldi elismerést is. Sajnos a Május 5. Nagyopera sikere a Nemzeti Színház konkurenciájává kezdett válni. Az 1948–49-es évadtól kezdve kormányrendelettel a Nemzeti Színházhoz társították. Így a színház második jelentős alkotói korszaka mindössze három évad után véget ért.

### Smetana Színház
1949 novemberében az épületet átnevezték Smetana Színházra, amely ekkor a Nemzeti Színház második házaként működött a Cseh Kommunista Párt irányítása alatt. A színpadi adottságai miatt alkalmas volt a világ operarepertoárjába tartozó nagyszabású művek bemutatására. A balett kiemelt helyet kapott. A Smetana Színházban rendezett operaelőadásokban ráadásul minden szólista, karmester és rendező részt vehetett. A produkciók szervezeti felosztása azonban gyakran óriási működési nehézségeket okozott.
A repertoár előírta cseh kortárs operák bemutatását, de nem hanyagolták el Bedřich Smetana, Antonín Dvořák és Leoš Janáček műveit sem. A standard repertoárt azonban a világ operairodalmának kisebb-nagyobb műveiből alakították ki, és jó néhány produkció nemzetközi elismerést aratott.
Nagyszerű színpadi lehetőségei miatt a Smetana Színházat gyakran használták Prágába meghívott nemzetközi opera-, balett- és színtársulatok vendégszereplésre. Ezek között volt a Moszkvai Nagyszínház hat előadásos sorozata (1973. május 23–28.), valamint a bécsi Staatsoper kétszer játszott előadása, Richard Strauss Ariadné Naxos szigetén Karl Böhm vezényletével és Edita Gruberovával mint Zerbinetta (1979. április 25. és 27.).

### Prágai Állami Operaház
Az 1989 novemberi bársonyos forradalom után a Smetana Színház függetlenségének visszaszerzésére tett erőfeszítéseket siker koronázta, és április 1-jén megalakult a Prágai Állami Operaház, és a színházat ismét átnevezték. Karel Drgáč lett az első igazgatója. Bővítette a repertoárt a világ operairodalmának további kulcsfontosságú műveivel. Ami miatt azonban egyértelmű dicséretet kapott a kritikusoktól, az elsősorban a 20. századi rendezői örökség tervszerű ápolása volt (Alexander von Zemlinsky, Hans Krása, Gottfried von Einem). Az új munkastílus, a sokat hangsúlyozott orientáció az Új Német Színház hagyományaihoz nem mindig talált kedvező fogadtatásra. Így Drgáčnak csaták sorozatát kellett megvívnia, hogy megnyerje a háborút az Állami Operaház egzisztenciájáért. És közben elvesztette saját csatáját, amikor hároméves mandátumának lejártával Eva Randová mezzoszoprán került ki győztesen az 1995-ben megtartott igazgatói posztért folyó versenyből. Azonban még a világ legrangosabb színházaiban is tapasztalattal rendelkező énekesnő sem kerülhette el a színházvezetési módjának későbbi kritikáját. Utódja, Daniel Dvořák sok szempontból folytatta Karel Drgáč irányvonalát. A Prágai Állami Operaházat olyan színházként értelmezte, amelyet be kellett illeszteni az európai kontextusba, az operát pedig olyan műfajként, amelynek fejlődését az új művek támogatásával kell segíteni. Négy évada alatt (1998–2002) Prágában soha nem látott mennyiségű ősbemutatót láthatott a közönség.
Miután Dvořák távozott posztjáról és átvette a prágai Nemzeti Színház igazgatói székét, a cseh kulturális miniszter Jaroslav Vocelkát nevezte ki a Prágai Állami Operaház élére. Vocelka, aki korábban az operaház ügyvezető igazgatója volt, az operai vezetésben szerzett hosszú tapasztalata lehetővé tette a zökkenőmentes átmenetet a társulat számára. A Prágai Állami Operaház a progresszív műsor-politikát követi. Scott Joplin Treemonisha, Ruggero Leoncavallo Bohémélet; Eugen d’Albert Tiefland; és Leonard Bernstein Candide című műve mind kulcsfontosságú volt a ház programépítési politikájában. Vocelka folytatta azt a hagyományt is, hogy számos jótékonysági és humanitárius cél érdekében jótékonysági koncerteket rendezett, és a színházat kulturális és társadalmi rendezvények számára is rendelkezésre bocsátotta.
2003-ban az opera balettegyüttese összeolvadt a neves Prágai Kamarabalett társulattal, létrehozva a Prágai Állami Opera-balettet.

## Archívum
A Prágai Állami Operaház működésének fontos része a Dokumentációs Központ. A színház tevékenységének rendszeres archiválásán kívül és a színház tevékenységéről szóló rendszeres levéltári nyilvántartások vezetése mellett, az Új Német Színház elveszett archívumának rekonstruálására is fókuszál. 2004-ben a Prágai Állami Operaház a Slovart kiadóvállalattal közösen kiadott egy könyvet a Prágai Állami Operaház történetéről, a Prágai Állami Operaház: A színház története képekben és dátumokkal címmel. A cseh, angol és német szövegekkel ellátott könyv az operaház történetét dokumentálja az Új Német Színháztól napjainkig. A hazai és nemzetközi források széles skálájából származó anyagot felhasználva a kiadvány felbecsülhetetlen értékű irodalmi és fotóarchívumot tartalmaz, köztük számos olyan dokumentumot, amelyet első alkalommal tettek közzé.

## Fordítás
- Ez a szócikk részben vagy egészben  a   State Opera (Prague) című angol Wikipédia-szócikk ezen változatának fordításán alapul.  Az eredeti cikk szerkesztőit annak laptörténete sorolja fel. Ez a jelzés csupán a megfogalmazás eredetét és a szerzői jogokat jelzi, nem szolgál a cikkben szereplő információk forrásmegjelöléseként.